# Villa Traful

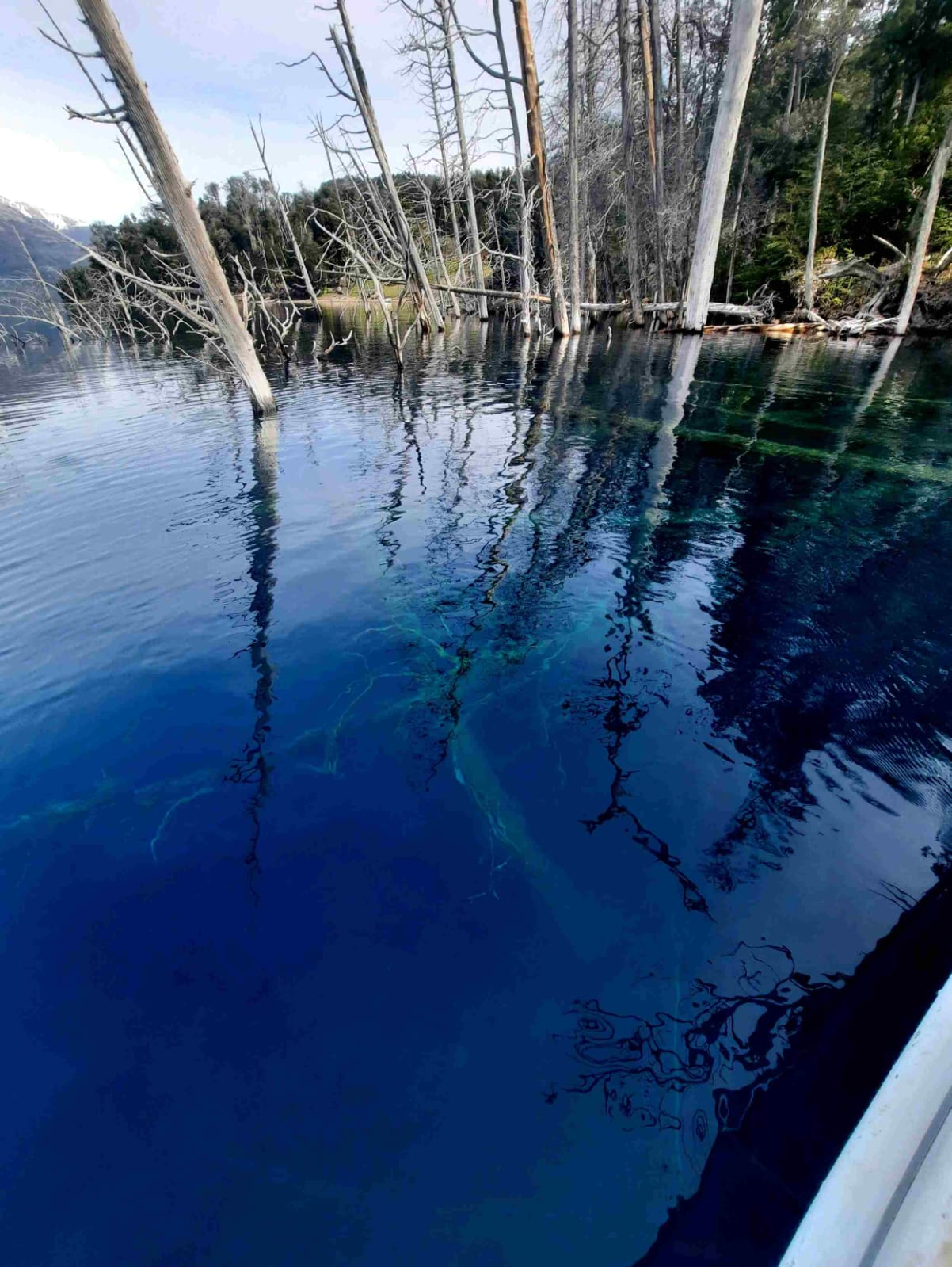
Bosque sumergido en aguas cristalinas. Lago de Villa Traful, Neuquén, Argentina

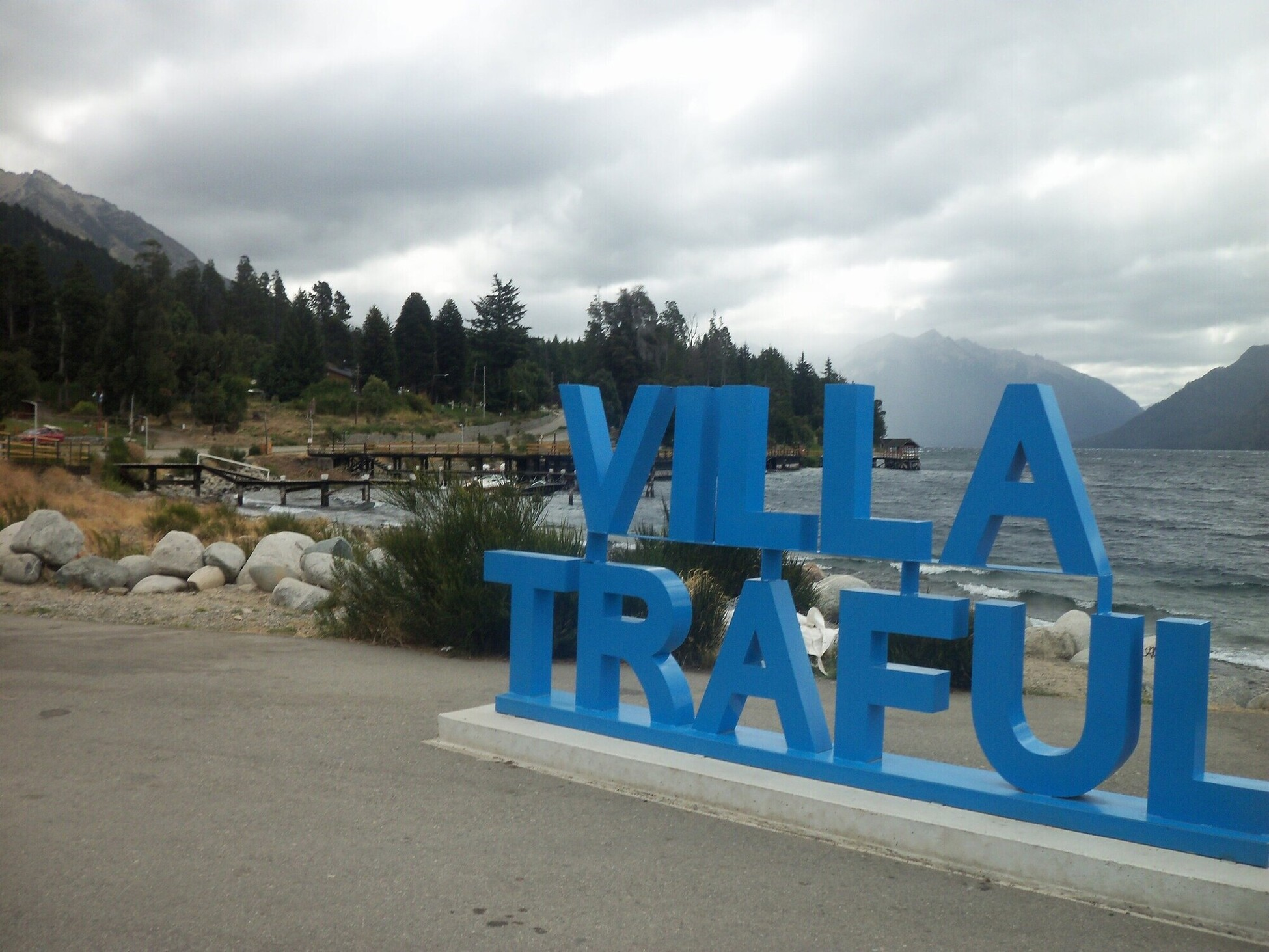
Letrero turístico ubicado en el Mirador del Lago Traful, cerca del muelle.

Villa Traful es una localidad turística de la Patagonia argentina. Está ubicada dentro del parque nacional Nahuel Huapi.

## Toponimia
En idioma mapuche, traful o trafən leufü significa "confluencia de dos ríos". Tiene su raíz en la preposición traf, que significa "junto a, unido a, al lado de". Este nombre alude a la confluencia de los ríos Traful y Limay.

## Geografía

### Ubicación
Villa Traful está ubicada en la vertiente oriental de la Patagonia andina, tramo más austral de la cordillera de los Andes. La villa propiamente dicha está emplazada en la margen sur del lago Traful.  
Administrativamente está en el sudoeste de la provincia argentina de Neuquén; y en el departamento Los Lagos. 
En relación con localidades importantes, Villa Traful está 60 km al noreste de Villa La Angostura, cabecera del departamento, a 100 km al norte de Bariloche y a 105 km al sur de San Martín de los Andes.

### Relieve
El lago, el río y la villa Traful están ubicados en un valle glaciar con orientación general ONO-ESE coronado por cordones montañosos de unos 2000 m s. n. m.. Dentro de estos, cerca de la villa destacan el cerro Negro (1999 m s. n. m.). La superficie del lago está a unos 800 m s. n. m.

### Clima
Su temperatura media anual es de 5 °C, la temperatura media de los meses más cálidos se ubica entre 11 y 12 °C y de los más fríos, entre 0 y -1 °C. Sus precipitaciones anuales totales de 1551 mm. Si bien hay lluvias suficientes todo el año, son mayores en invierno. Este valor de precipitaciones cambia significativamente en el sentido este-oeste, siendo mayores hacia el oeste y menores hacia el este. 
Estos valores de temperatura y precipitación justifican su inclusión en el clima templado oceánico (Cfb) según la clasificación de  Köppen y Geiger o frío húmedo según la calificación climática del Instituto Geográfico Nacional de la República Argentina.

### Hidrografía

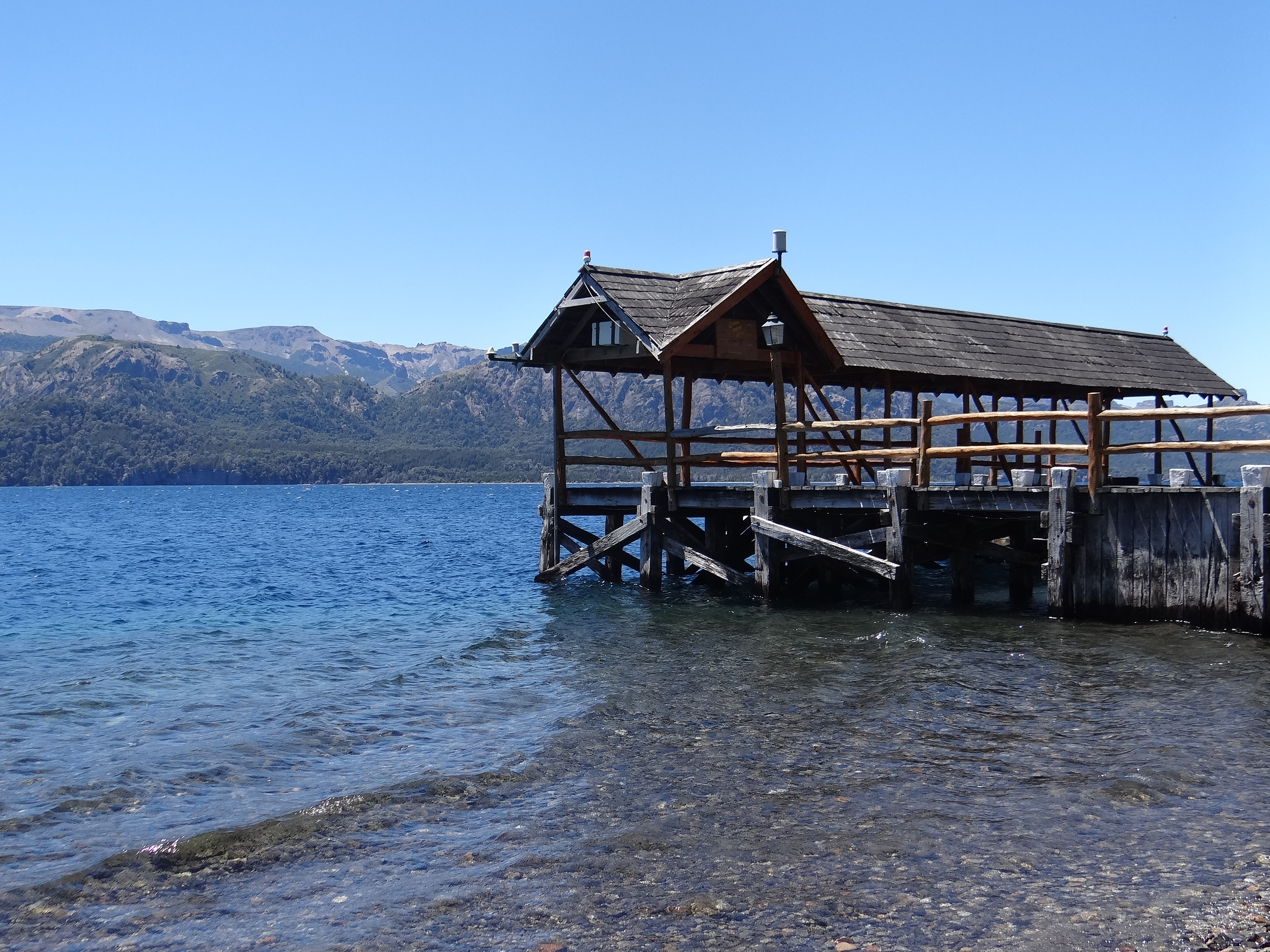
Muelle en el Lago Traful

La localidad está ubicada en la margen sur del lago Traful, uno de los grandes lagos de la Patagonia andina. El emisario más importante del lago es el río Traful, un afluente del río Limay, que es parte del cuenca del río Negro que desemboca en el Atlántico. Varios arroyos bajan de las montañas y desembocan perpendicularmente al lago. Entre estos, atraviesan la localidad los arroyos Blanco, Coa Co y Cataratas.

### Ecología
La localidad está ubicada en la ecorregión de los bosques patagónicos. La formación vegetal dominante es el bosque templado húmedo, semidesiduo (mezcla de especies desiduas y de follaje persistente), que varía en especies con la altitud y la exposición de las laderas. Es principalmente un bosque alto (de 30 a 40 m de altura), denso, que alterna también con arbustales y bosques bajos. Existe un gradiente en sentido este-oeste que se manifiesta en cambios climáticos, flora y fauna, determinando ambientes bien diferenciados que van desde un bosque de transición (o ecotono) con la estepa hasta la selva valdiviana en la frontera con Chile. En el entorno de la villa, tenemos el bosque de transición al este y el bosque húmedo al oeste.  

#### Áreas naturales protegidas
La localidad está ubicada dentro del parque nacional Nahuel Huapi, que con sus más de 700 mil hectáreas, incluye los ejidos urbanos de Villa Traful y otras dos localidades: Bariloche y Villa La Angostura. Para ordenar las múltiples actividades que se realizan dentro del área, el territorio es dividido en categorías de conservación y manejo que se corresponden con diferentes intensidades en el uso del territorio y son: parque nacional (propiamente dicho), Reserva Nacional, Monumento Natural y Reserva Natural Estricta y los ejidos urbanos. La zona de Parque propiamente dicha son áreas a conservar en su estado natural, donde está prohibida toda explotación económica con excepción de la vinculada al turismo, que se ejerce con sujeción a las reglamentaciones que dicte la Autoridad de Aplicación. La zona de Reserva son áreas que interesan para el mantenimiento de zonas protectoras del parque nacional contiguo donde el desarrollo de asentamientos humanos se hará en la medida que resulte compatible con los fines específicos y prioritarios enunciados.

Este ordenamiento considera un área para zona urbana de Villa Traful. Al este, se ubica una franja de categoría Reserva. Al sur y al oeste, de categoría Parque. 

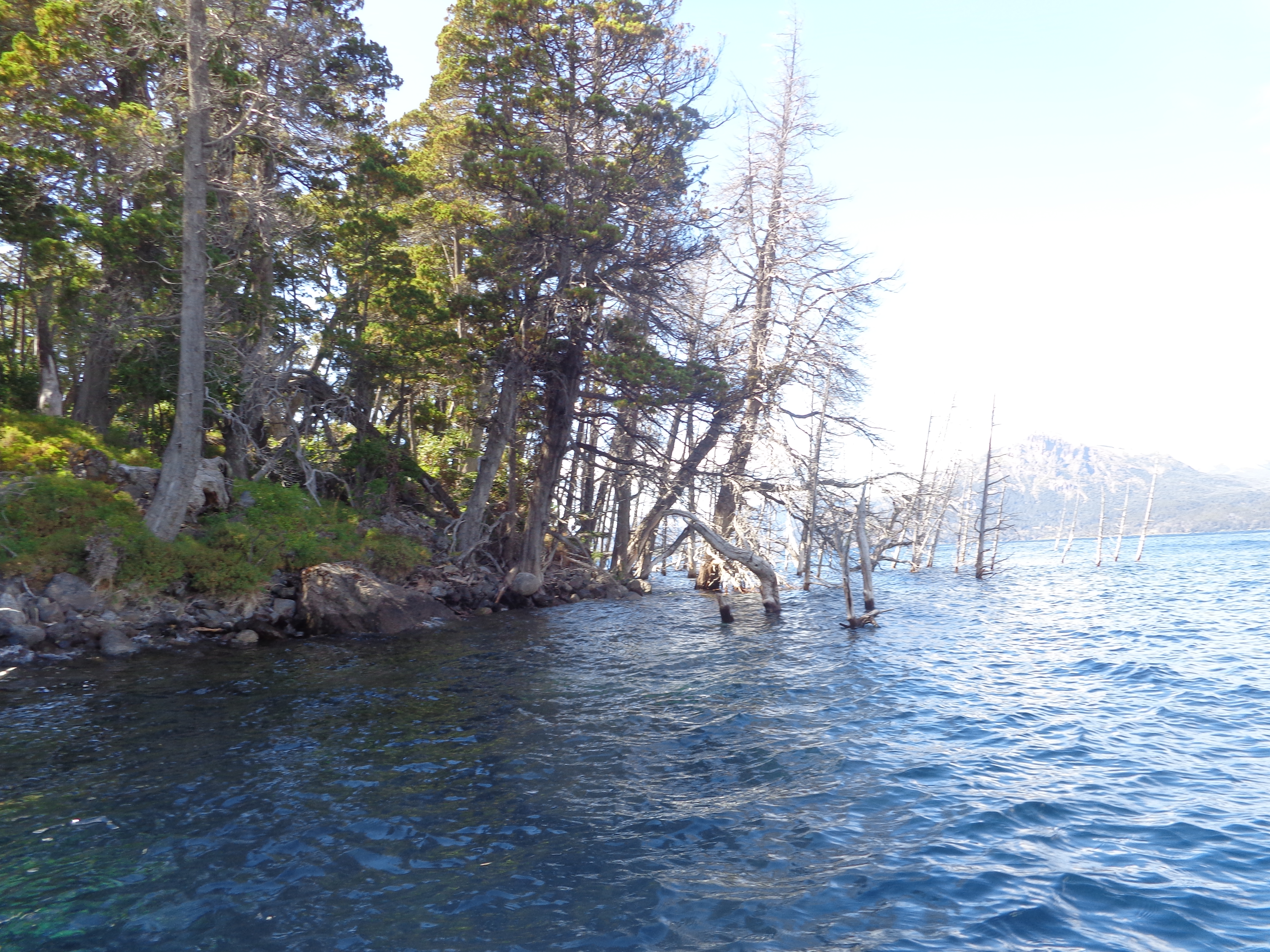
Bosque sumergido en Villa Traful, provincia del Neuquén (Argentina)

## Arqueología
Cueva Traful I: a la vera del río Traful, ocupada desde hace 10 000 años.

## Historia
Fue fundada por Exequiel Bustillo cuando era presidente de la Administración de Parques Nacionales mediante un decreto del 30 de noviembre de 1936. Fue entonces cuando se autorizó el primer loteo y hoy se recuerda el 30 noviembre como aniversario de la localidad.
El 30 de mayo de 1969 fue creada la Comisión de Fomento de Villa Traful, rigiendo los destinos del ente comunal Esteban Alejandro Gresznaryk.
En 2007 se realizaron las primeras elecciones para el cargo de presidente de la Comisión de Fomento. Se postularon Omar Torres (Concertación) y Eduardo Dáttoli (MPN), hasta entonces delegado normalizador de la Comisión.

## Población
El siguiente gráfico muestra la población de la localidad en los últimos censos nacionales del INDEC: 1970, 1980, 1991, 2001 2010y 2022.
 

Según el censo 2022 se conoció una población dentro del municipio de 761 habitantes y 319 viviendas. Estos datos la convierten en la Comisión de Fomento más poblada de la provincia.Además, el censo dio a conocer datos de su composición poblacional (368 hombres 313 mujeres), población urbana sin población rural dispersa o localidades dispersas en el municipio (681) densidad y área urbana.
| Población de Villa Traful |
|                           |

## Gobierno y administración
El gobierno local es una Comisión de Fomento presidida por Omar Torres (del Movimiento Popular Neuquino) desde 2019 con mandato hasta 2023. La siguiente tabla muestra los presidentes de la Comisión que accedieron a sus cargos por elecciones.  
| Nombre        | Partido      | Inicio | Fin  | Fuente |
| ------------- | ------------ | ------ | ---- | ------ |
| Omar Torres   | Concertación | 2007   | 2011 | [ 28 ] |
| Nicolás Lagos | MPN          | 2011   | 2015 | [ 29 ] |
| Nicolás Lagos | MPN          | 2015   | 2019 | [ 30 ] |
| Omar Torres   | MPN          | 2019   | 2023 | [ 27 ] |

## Infraestructura y servicios públicos

### Infraestructura vial
La localidad está conectada con la red vial nacional por la ruta provincial 65. Se trata de un camino de 61 km de longitud que une la ruta nacional 237 al este con la ruta nacional 40 al oeste, que, en esta zona, es denominada Camino de los Siete Lagos. Villa Traful está ubicada aproximadamente en la mitad del camino y es la única localidad sobre este. El camino discurre por la costa del río Traful desde su confluencia en el Limay y por la margen sur del lago Traful en todo el recorrido de su cubeta principal constituyendo un camino con valor turístico. Al año 2021 la ruta provincial 65, en la mayor parte de su recorrido, estaba sin pavimentar, mejorada con ripio. La parte pavimentada es de unos 8 km que corresponde a la zona de influencia de la localidad. En mayo de 2021 estaba firmado el contrato para su pavimentación completa.

#### Transporte público de pasajeros
La empresa La Araucana sostiene un servicio público que conecta Villa Traful con San Martín de los Andes y Villa La Angostura, con una frecuencia semanal durante el año que aumenta a dos frecuencias diarias en la temporada turística estival.

### Salud
Centro de salud Olga Vivares que tiene como referencia al hospital de Villa La Angostura Oscar Arraiz.

### Educación
Nivel medio: Centro Provincial de Educación Media (CPEM) n.° 91: creado en 2018. Anteriormente, la institución de educación secundaria dependía del CPEM 68 de Villa La Angostura que desde 2002 tenía un anexo en Villa Traful.
Nivel primario: Escuela n.° 111: creada 1934. En 2015 se inauguró el nuevo edificio.

## Turismo
En el marco del Plan Federal Estratégico de Turismo Sustentable Argentina 2020, Villa Traful forma parte del Corredor de los Lagos, el cual abarca desde Villa Pehuenia al norte hasta Trevelin al sur.

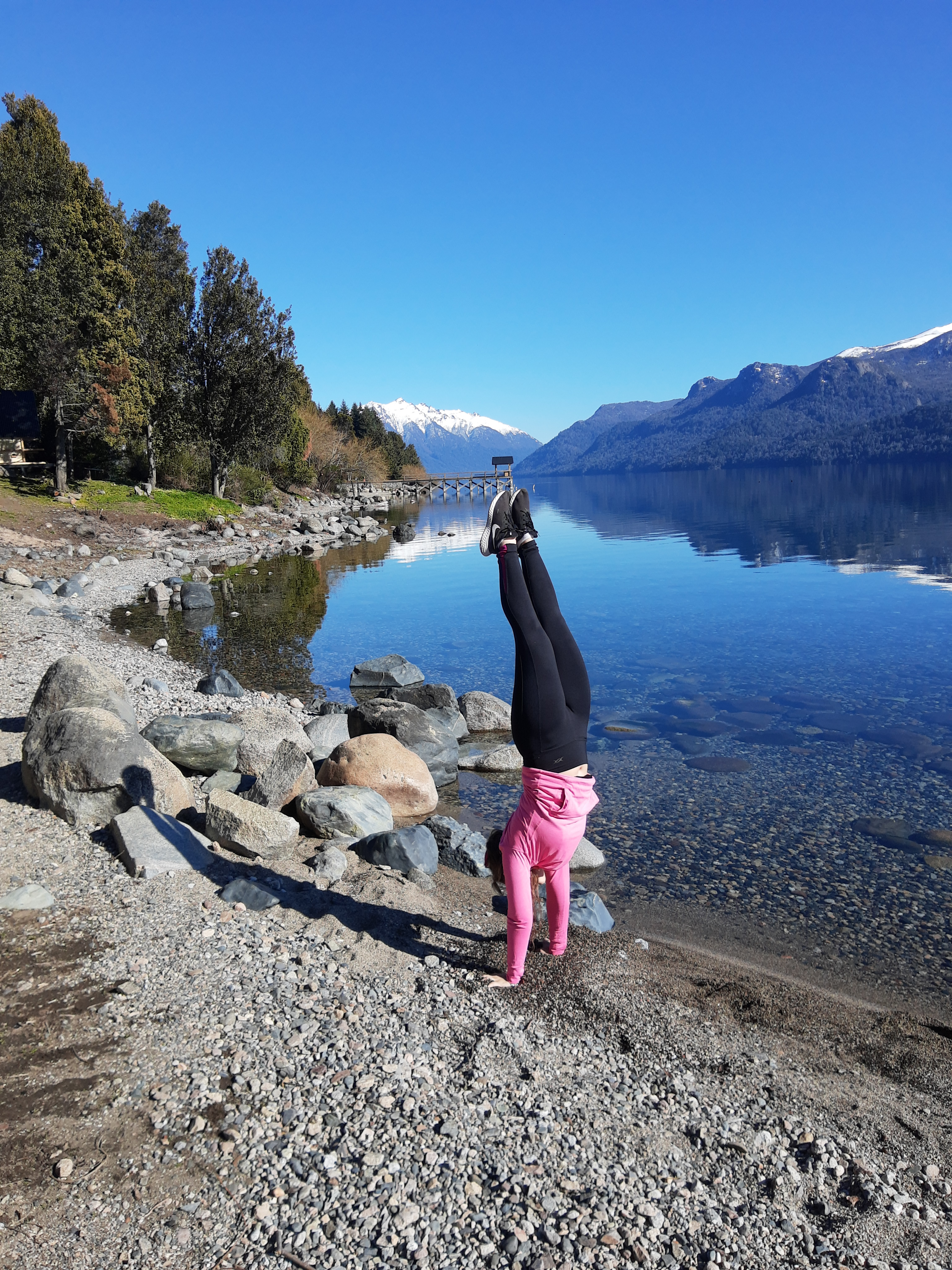
Gimnasia artística en Villa Traful.

Su alto grado de naturalidad lo distingue e identifica dentro del corredor, privilegiando la tranquilidad y el contacto con la naturaleza. El destino está planificado para realizar principalmente actividades al aire libre y en contacto con la naturaleza, lo que lo vuelve más atractivo en época estival. Durante esta época, es posible realizar actividades como trekking, senderismo, pesca deportiva, observación de aves, campamentismo, actividades lacustres, cabalgatas, entre otras. Respecto al uso del lago, se destacan la pesca deportiva embarcada, las excursiones lacustres, las actividades balnearias y el buceo.
Entre los principales factores y atractores del destino se encuentran las cascadas Coa Co, Arroyo Blanco y Co Lemu (también conocida como cascada del Arroyo Cataratas), las lagunas Las Mellizas y pinturas rupestres, el bosque sumergido, la gruta de la Virgen y el mirador Traful (también conocido como mirador del Viento). Podrían considerarse como otros factores la playa de La Puntilla, los cerros Negro y Monje, la capilla Nuestra Señora de Villa Traful, la fábrica de alfajores del Montañés y el mirador del Viejo Pescador.

### Alojamiento
Villa Traful poseía en 2012 una capacidad total de 523 plazas, las cuales se distribuyen en 235 plazas correspondientes a 11 establecimientos turísticos y 288 distribuidas en 2 áreas de acampe turístico. Respecto del tipo de establecimiento, la mayor representatividad está dada por las cabañas (40,85%), seguida por los establecimientos de categoría única: albergues, establecimientos rurales, viviendas de alquiler turístico (29,36%), por las hosterías (18,72%) y por los dormis (11,06%).